# Vyšný Kubín
Vyšný Kubín (in ungherese Felsőkubin) è un comune della Slovacchia facente parte del distretto di Dolný Kubín, nella regione di Žilina.